# Crotalaria rigida
Crotalaria rigida är en ärtväxtart som beskrevs av Benjamin Heyne. Crotalaria rigida ingår i släktet sunnhampor, och familjen ärtväxter. Inga underarter finns listade i Catalogue of Life.